# Медіна (округ, Огайо)
Шаблон:StateAbbr_ 41°07′ пн. ш. 81°54′ зх. д. / 41.12° пн. ш. 81.9° зх. д.
Округ  Медіна (англ. Medina County) — округ (графство) у штаті  Огайо, США. Ідентифікатор округу 39103.

## Історія
Округ утворений 1812 року.

## Демографія
За даними перепису 
2000 року 
загальне населення округу становило 151095 осіб, зокрема міського населення було 99663, а сільського — 51432.
Серед мешканців округу чоловіків було 74442, а жінок — 76653. В окрузі було 54542 домогосподарства, 42202 родин, які мешкали в 56793 будинках.
Середній розмір родини становив 3,15.
Віковий розподіл населення поданий у таблиці:
| Стать    | До 15 років | 15-21 | 22-29 | 30-39 | 40-49 | 50-65 | 65-85 | Понад 85 |
| -------- | ----------- | ----- | ----- | ----- | ----- | ----- | ----- | -------- |
| Чоловіки | 17510       | 7005  | 6119  | 11893 | 12702 | 12391 | 6342  | 480      |
| Жінки    | 16932       | 6475  | 6295  | 12495 | 12947 | 12418 | 7853  | 1238     |

## Суміжні округи
- Каягога — північний схід
- Самміт — схід
- Вейн — південь
- Ешленд — південний захід
- Лорейн — північний захід

## Виноски
1. ↑  U.S. Decennial Census. United States Census Bureau. Архів оригіналу за 26 квітня 2015. Процитовано 9 лютого 2015.
2. ↑  Historical Census Browser. University of Virginia Library. Архів оригіналу за 11 серпня 2012. Процитовано 9 лютого 2015.
3. ↑  Forstall, Richard L., ред. (27 березня 1995). Population of Counties by Decennial Census: 1900 to 1990. United States Census Bureau. Архів оригіналу за 14 лютого 2015. Процитовано 9 лютого 2015.
4. ↑  Census 2000 PHC-T-4. Ranking Tables for Counties: 1990 and 2000 (PDF). United States Census Bureau. 2 квітня 2001. Архів оригіналу (PDF) за 18 грудня 2014. Процитовано 9 лютого 2015.
5. ↑  State & County QuickFacts. United States Census Bureau. Архів оригіналу за 3 липня 2011. Процитовано 9 лютого 2015.(англ.) Наведено за англійською вікіпедією.
6. ↑  American FactFinder. Бюро перепису населення США. Архів оригіналу за 26 лютого 2012. Процитовано 31 січня 2008.

| США | Це незавершена стаття з географії США. Ви можете допомогти проєкту, виправивши або дописавши її. |